# Чарышский район
Чары́шский райо́н (до 1933 года — Бащелакский район) — административно-территориальное образование (сельский район) в Алтайском крае России.
В рамках организации местного самоуправления ему соответствует муниципальный округ Чарышский район (с 2003 до 2022 гг. — муниципальный район).
Административный центр — село Чарышское, расположенное в 310 км к югу от Барнаула.

## Физико-географическая характеристика
Площадь района составляет 6910 км². Район расположен на юге Алтайского края.
Рельеф горный: на юге и востоке расположены Тигирецкий, Бащелакский, Коксуйский и Коргонский хребты. Северная часть постепенно переходит в предгорье. Добывается гравий, известняк, песок, щебень, глина.
Климат континентальный. Средняя температура января −17 °C, июля +18,3 °C. Годовое количество атмосферных осадков — 600 мм. По территории района протекают реки Чарыш, Тулата, Иня, Сосновка, Бащелак, Сентелек. Почвы — южные горные чернозёмы.
Более половины территории района занимает тайга. Растут пихта, обыкновенная сосна, сибирский кедр, осина, ива, калина, черёмуха, татарская жимолость, жёлтая акация. Из млекопитающих в районе обитают косуля, медведь[какой?], рысь, соболь, норка[какая?], лиса, заяц[какой?], лось, хорёк[какой?], волк, бурундук, белка; из птиц — глухарь, рябчик, тетерев, куропатка, кедровка. В водоёмах водятся такие рыбы, как таймень, хариус, щука, окунь, налим и чебак.

## История
Человек издревле проживает на территории современного Чарышского района. Так, в IV-III тысячелетиях до н. э. здесь проживали носители афанасьевской археологической культуры (в частности, к этой культуре принадлежало захоронение на территории района, обнаруженное в 1993 году и расположившееся на правом берегу Сентелека). Впоследствии, в железном веке, здесь проживали носители пазырыкской культуры. В увлажнённом низкогорном поясе, охватывавшим не только Чарышский, но и Солонешенский и Алтайский районы, проходила естественная граница между степными и горными народами древности и средневековья, в частности, эта местность была западной окраиной распространения вышеупомянутых афанасьевцев и пазырыкцев.
Бащелакский район образован в составе Бийского уезда Алтайской губернии постановлением Сибревкома от 27 мая 1924 года, переименован в Чарышский район в составе Западно-Сибирского края постановлением ВЦИК от 1 января 1932 года. Включён в состав Усть-Калманского района Алтайского края Указом Президиума Верховного Совета РСФСР от 1 февраля 1963 года. Чарышский район вновь образован в составе Алтайского края решением исполнительного комитета Алтайского краевого Совета депутатов трудящихся от 6 июля 1963 года.

## Население
| 1959    | 1996    | 1997    | 1998    | 1999    | 2000    | 2001    |
| ------- | ------- | ------- | ------- | ------- | ------- | ------- |
| 25 870  | ↘16 000 | ↘15 700 | ↘15 500 | ↘15 400 | →15 400 | ↘15 300 |
| 2002    | 2003    | 2004    | 2005    | 2006    | 2007    | 2008    |
| ↘15 100 | ↘14 814 | ↘14 546 | ↘14 035 | ↘13 700 | ↘13 535 | ↘13 442 |
| 2009    | 2010    | 2011    | 2012    | 2013    | 2014    | 2015    |
| ↘13 305 | ↘12 337 | ↘12 283 | ↘12 068 | ↘11 942 | ↘11 723 | ↘11 543 |
| 2016    | 2017    | 2018    | 2019    | 2020    | 2021    |         |
| ↘11 447 | ↘11 385 | ↘11 261 | ↘11 166 | ↘10 975 | ↘9689   |         |

### Национальный состав[19]
| национальность | мужчин | женщин | всего  | %    |
| -------------- | ------ | ------ | ------ | ---- |
| русские        | 6 944  | 7 372  | 14 316 | 96,1 |
| казахи         | 85     | 81     | 166    | 1,11 |
| немцы          | 77     | 65     | 142    | 0,95 |
| украинцы       | 49     | 48     | 97     | 0,65 |
| ассирийцы      | 6      | 21     | 27     | 0,18 |
| татары         | 17     | 9      | 26     | 0,17 |
| белорусы       | 11     | 14     | 25     | 0,17 |
| чуваши         | 4      | 8      | 12     | 0,08 |
| итого:         | 7 245  | 7 653  | 14 898 | 100  |

## Административное деление
Чарышский район в рамках административно-территориального устройства края до 2022 года делился на 9 административно-территориальных образований — 9 сельсоветов.
Чарышский муниципальный район с 2003 до 2022 гг. в рамках организации местного самоуправления включал 9 муниципальных образований со статусом сельского поселения, которые соответствовали сельсоветам:
| № | Название                     | Административный центр | Количество населённых пунктов | Население (чел.) | Площадь (км²) |
| - | ---------------------------- | ---------------------- | ----------------------------- | ---------------- | ------------- |
| 1 | Алексеевский сельсовет       | село Алексеевка        | 3                             | ↘686             | 410,26        |
| 2 | Берёзовский сельсовет        | село Берёзовка         | 3                             | ↘858             | 179,85        |
| 3 | Краснопартизанский сельсовет | село Красный Партизан  | 2                             | ↘1289            | 968,13        |
| 4 | Малобащелакский сельсовет    | село Малый Бащелак     | 4                             | →1026            | 467,68        |
| 5 | Маралихинский сельсовет      | село Маралиха          | 5                             | ↘1222            | 312,62        |
| 6 | Маякский сельсовет           | село Маяк              | 5                             | ↘761             | 259,14        |
| 7 | Сентелекский сельсовет       | село Сентелек          | 4                             | ↗1053            | 2942,97       |
| 8 | Тулатинский сельсовет        | село Тулата            | 5                             | ↘930             | 1218,04       |
| 9 | Чарышский сельсовет          | село Чарышское         | 1                             | ↗3089            | 122,71        |

В 2022 году все сельсоветы Чарышского района и как муниципальные, и как административно-территориальные образования были упразднены, при этом муниципальный район был преобразован в муниципальный округ под наименованием района.

## Населённые пункты
В Чарышском районе 32 населённых пункта:
| №  | Населённый пункт | Тип     | Население |
| -- | ---------------- | ------- | --------- |
| 1  | Аба              | село    | ↘79       |
| 2  | Алексеевка       | село    | ↘515      |
| 3  | Алексеевка       | село    | ↗6        |
| 4  | Берёзовка        | село    | ↘722      |
| 5  | Большой Бащелак  | село    | ↘170      |
| 6  | Боровлянка       | село    | ↗100      |
| 7  | Долинское        | село    | ↘130      |
| 8  | Ивановка         | село    | ↗58       |
| 9  | Комендантка      | село    | →77       |
| 10 | Красные Орлы     | село    | ↘138      |
| 11 | Красный Май      | село    | ↘100      |
| 12 | Красный Партизан | село    | ↘1318     |
| 13 | Майорка          | село    | ↗161      |
| 14 | Малая Маралиха   | село    | ↘50       |
| 15 | Малый Бащелак    | село    | ↘836      |
| 16 | Маралиха         | село    | ↘870      |
| 17 | Маральи Рожки    | село    | ↘206      |
| 18 | Машенка          | село    | ↗58       |
| 19 | Маяк             | село    | ↘455      |
| 20 | Озёрки           | село    | ↘94       |
| 21 | Первомайский     | посёлок | ↘116      |
| 22 | Покровка         | село    | ↘183      |
| 23 | Сваловка         | село    | ↘17       |
| 24 | Сентелек         | село    | ↘805      |
| 25 | Сосновка         | село    | →46       |
| 26 | Тулата           | село    | ↘728      |
| 27 | Усть-Ионыш       | село    | ↗4        |
| 28 | Усть-Пихтовка    | село    | ↘25       |
| 29 | Усть-Тулатинка   | село    | ↘266      |
| 30 | Чайное           | село    | ↗130      |
| 31 | Чарышское        | село    | ↗3089     |
| 32 | Щебнюха          | село    | ↘152      |

## Экономика
Основное направление экономики — сельское хозяйство. Развито производство, мясомолочное животноводство, коневодство, мараловодство, пчеловодство, добыча пушного зверя. На территории района находятся хлебоприёмный пункт, маслозавод, дорожно-строительные организации, «Чарышский заказник». В последнее время развивается туризм.

## Транспорт
По территории района проходит автомобильная дорога «Алейск — Чарышское».